# 佐藤了
佐藤 了（さとう りょう）は日本のライトノベル作家。長野県出身。埼玉県の大学を卒業後、東放学園映画専門学校へ入学し卒業。東放学園映画専門学校在学中の2004年に『生ける少女のパヴァーヌ』で第6回エンターブレインえんため大賞小説部門東放学園特別賞を受賞、改稿後『私のKnightになってよネ!』として刊行された。

## 作品リスト
- 『私のKnightになってよネ!』（ファミ通文庫） - 全3巻+短編集1巻。表紙・挿絵石田あきら。
- 『世界の危機はめくるめく!』（ファミ通文庫） - 全7巻+短編集1巻。表紙・挿絵藤真拓哉。
- 『うさぎロボ』（ファミ通文庫） - 全3巻。表紙・挿絵しゅがすく。
- 『異端の神言遣い』（ファミ通文庫） - 既刊2巻。表紙・挿絵武藤此本。

アンソロジー
- 「狂乱家族になってよネ!」（『コラボアンソロジー1 狂乱家族日記』収録 / ファミ通文庫）挿絵・石田あきら